# トチオーレ
トチオーレ（正式名称：長岡市栃尾地域交流拠点施設）は、新潟県長岡市中央公園にある複合施設。2022年5月、栃尾地域（旧栃尾市域）の中心市街地にオープンした。

## 概要
老朽化した栃尾市民会館（1974年築）および栃尾文化センター（1983年築）の代替施設として整備され、2022年3月の両施設閉鎖を経てオープンした。「多世代交流と憩いの場」「市民活動と学びの場」をコンセプトとし、長岡市立図書館栃尾地域図書館やホール、音楽スタジオ、ラウンジ、屋外広場などで構成される。
建設地は旧市民会館および旧文化センター隣接地の染物工場跡地で、整備事業には約20億円が投じられた。旧文化センターの建物はセンター閉鎖後も活用され、市役所支所が移転入居予定である。

### 愛称の由来
愛称は公募され、「アオーレ長岡のようにさまざまな人が集い交流する施設になってほしい」との想いが込められた「トチオーレ」が採用された。

## 交通アクセス
- 越後交通「中央公園」バス停よりより徒歩約1分
  - 同バス停は長岡駅方面や見附市方面など栃尾地域内外を結ぶ多数の路線が発着する。